# Atherigona fuscifemur
Atherigona fuscifemur este o specie de muște din genul Atherigona, familia Muscidae, descrisă de Deeming în anul 1981.
Este endemică în Uganda. Conform Catalogue of Life specia Atherigona fuscifemur nu are subspecii cunoscute.